# Chironex
Chironex is een geslacht van neteldieren uit de familie van de Chirodropidae.

## Soorten
- Chironex fleckeri Southcott, 1956
- Chironex yamaguchii Lewis & Bentlage, 2009